# آندژی شارماخ
آندژی شارماخ (لهستانی:  Andrzej Szarmach؛ زادهٔ ۳ اکتبر ۱۹۵۰) یک بازیکن فوتبال، و ورزشکار اهل لهستان است. قبل از جام جهانی فوتبال 1974، او تقریبا ناشناخته بود. او در تیم ملی لهستان در دوران "عصر طلایی" آن در دهه 1970 بازی کرد. با گرژگورز لاتو در سمت راست، روبرت گادوچا در سمت چپ، و کازیمیرز دینا در حمایت، شارماخ از غیبت ولودزیمیرز لوبانسکی سود برد تا خط حمله لهستان را رهبری کند، بهترین مهاجم جام جهانی 1974، با شانزده گل. در حالی که لاتو با 7 گل در جام اول شد، شارماخ با 5 گل نیز رقابت را با اثر خود مشخص کرد. او دو سال بعد در المپیک 1976 مونترال وضعیت خود را تأیید کرد و با 9 گل موفق به کسب مدال نقره و عنوان بهترین بازیکن مسابقات شد.
مهاجم لهستانی ژولیده و سبیل دار، نژاد گالیک داشت و بنابراین به راحتی در ای جی اوسر جا می گرفت. او با به ثمر رساندن 94 گل بین سال های 1980 و 1985 مورد لطف گی روکس و عموم مردم بورگوندی قرار گرفت. 